# Mexicaanse veldgors
De Mexicaanse veldgors (Spizella wortheni) is een zangvogel uit de familie Emberizidae (gorzen). Het is een bedreigde, endemische vogelsoort in Mexico. De wetenschappelijke naam is een eerbetoon aan Charles Worthen, een collega vogelkundige van Robert Ridgway.

## Kenmerken
De vogel is 12,5 tot 14 cm lang. Het is een dof gekleurde veldgors met een grijze kop en een roodbruine kruin, waarbij het roodbruin niet reikt tot op het voorhoofd, dat grijs is. Van boven is de vogel verder zandkleurig grijs met zwarte strepen. De borst is lichtgrijs en ongestreept, naar onder toe op de buik geleidelijk lichter tot vuilwit.

## Verspreiding en leefgebied

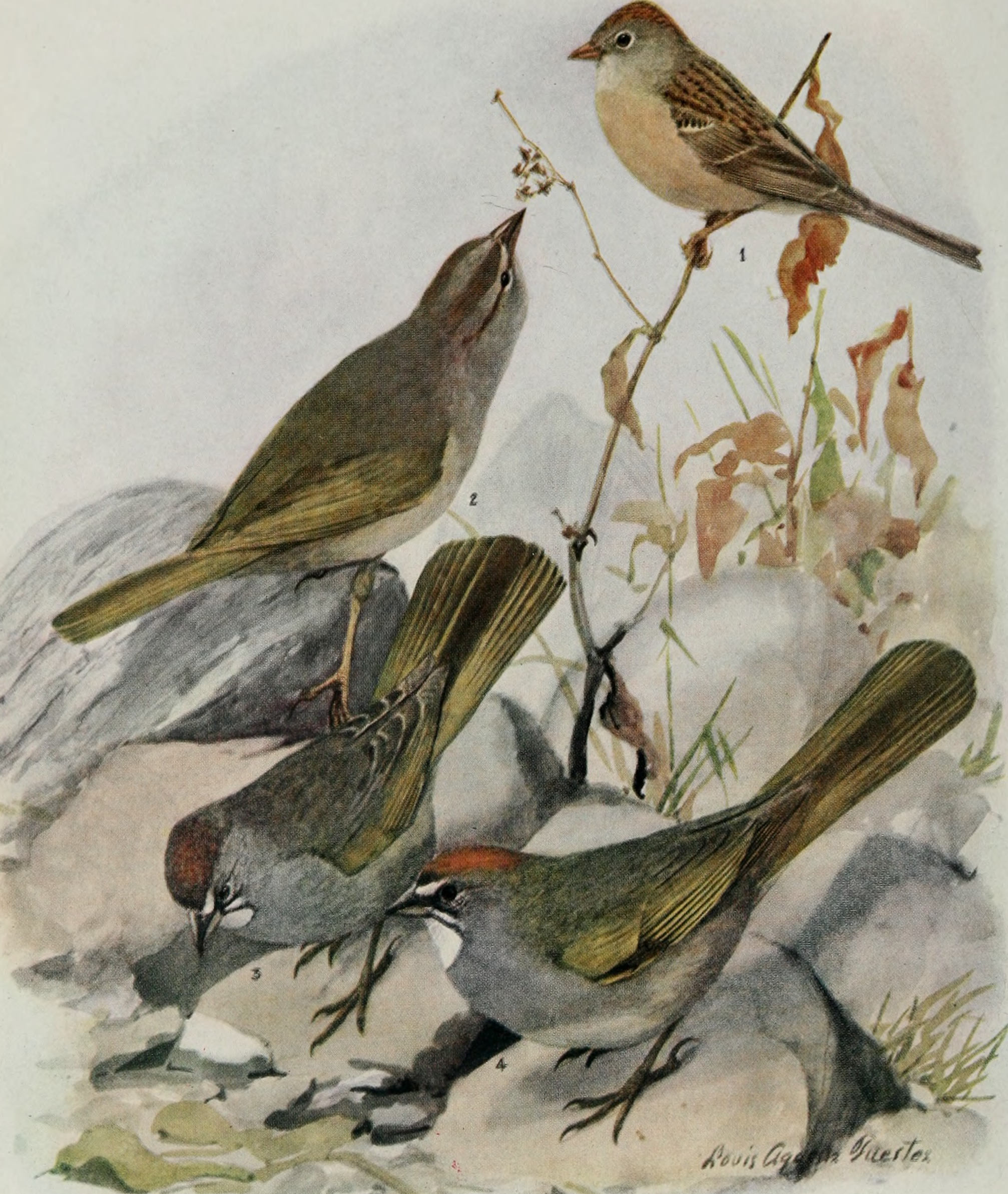
Helemaal rechts boven: Mexicaanse veldgors

De soort werd in 1884 in de Amerikaanse staat New Mexico ontdekt, maar stierf daar later uit. De soort is nu endemisch in noordoostelijk Mexico. Het leefgebied bestaat uit open, droge landschappen met grasland afgewisseld met struikgewas op hoogten tussen 1200 en 2450 m boven zeeniveau.

## Status
De Mexicaanse veldgors heeft een beperkt verspreidingsgebied en daardoor is de kans op uitsterven aanwezig. De grootte van de populatie werd in 2017 door BirdLife International geschat op 250 tot 1000 individuen en de populatie-aantallen nemen af door habitatverlies. Het leefgebied wordt aangetast door ontbossing waarbij natuurlijke graslanden worden omgezet in gebied voor agrarisch gebruik zoals intensieve begrazing en aardappelteelt. Om deze redenen staat deze soort als bedreigd op de Rode Lijst van de IUCN.